# بنجامين ستامبولي
بينجامان سطمبولي (بالفرنسية: Benjamin Stambouli)‏ هو لاعب خط وسط فرنسي ويلعب في نادي شالكه 04 في الدوري الألماني منذ صيف 2016 قادماً من باريس سان جيرمان الفرنسي.

## المسيرة

### نادي مرسيليا
بدأ بنجامين مسيرته عام 1996 عندما كان في عمر السادسة من العمر مع أشبال مدينته الأم في نادي الجنوب الفرنسي مرسيليا حتى عام 1997 انتقل بعدها للعب في نادي Gallia Uzes.

### نادي غليا ازيس
لعب معهم في أشبال النادي من 1997 حتى عام 2001 حين انتقل إلى نادي سيدان.

### نادي سيدان
لعب مع أشبال نادي سيدان لمدة عامين بين 2001–2003 قبل أن يعود لنادي Gallia Uzes مرة أخرى.

### نادي غليا ازيس مرة أخرى
بعد عودته لنادي Gallia Uzes لعب معهم لمدة موسم واحد، انتقل بعده لنادي مونبلييه في عام 2004.

### نادي مونبلييه

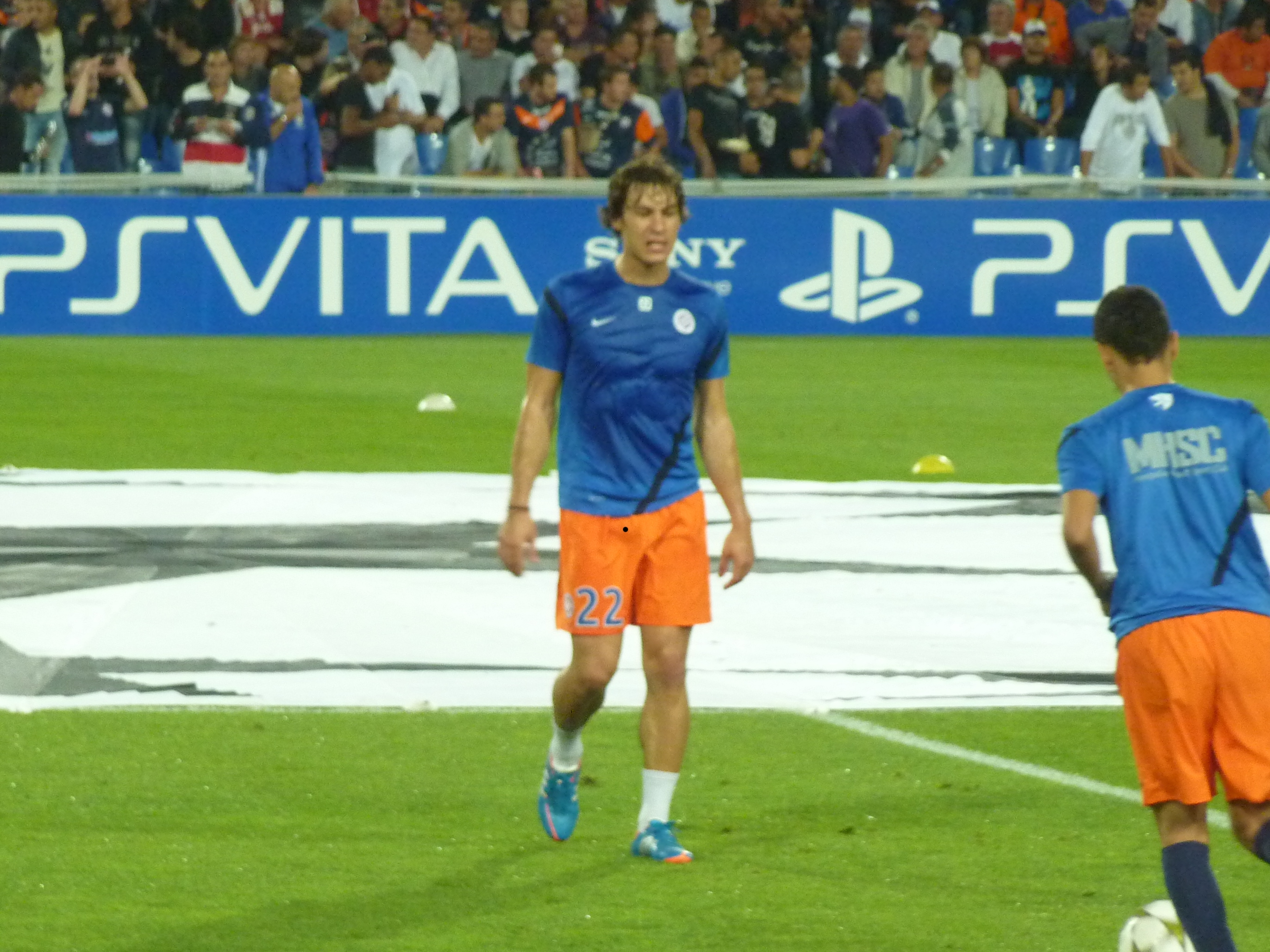
بينجامين سطمبولي قبل مباراة ضد نادي آرسنال في دوري أبطال أوروبا يوم 18 سبتمبر 2012

لعب مع أشبال نادي مونبلييه من عام 2004 وتدرج في فئاته العمرية قبل أن يُرقى للفريق الأول عام 2010 ليستمر مع النادي لمدة عشر سنوات منها أربعة في الفريق الأول الذي شارك معه في 130 مبارات وسجل له 4 أهداف في جميع المسابقات، وفاز فيها مع الفريق بالدوري الفرنسي موسم 2011/2012 وشارك معه في مسابقة دوري أبطال أوروبا للمرة الأولى في مسيرته، قبل أن ينتقل في آخر يوم من الانتقالات الصيفية 2014 لنادي توتنهام هوتسبير الإنجليزي

### توتنهام
أمضى سطمبولي موسما واحدا مع توتنهام شارك فيه ب25 مباراة مع الفريق مسجلا هدفا واحدا، انتقل بعدها في يوليو 2015 إلى نادي العاصمة الفرنسية باريس سان جيرمان

### باريس سان جيرمان
انتقل بينجامين إلى العملاق الباريسي بصفقة قدرتها الصحافة الفرنسية بنحو 8 ملايين يورو مع راتب يصل ل240 ألف يورو في الشهر، وعقد يمتدّ حتى 2020، بعد إجرائه الفحوصات الطبية في نيويورك حيث كان النادي الباريسي يقيم معسكره التدريبي آنذاك وقد قال سطمبولي بعد انضمامه للفريق:
قبل أن يرحل إلى نادي شالكه 04 الألماني بعد عام قضاه في باريس.

### شالكه 04
في 25 أغسطس 2016 أعلن فريق شالكه عن تعاقده مع بنجامين لمدة أربعة أعوام دون أن يُعلن عن قيمة الصفقة مادياً.

## المسيرة الدولية

### فرنسا تحت 21
لعب بنجامين مع المنتخب الفرنسي دون 21 في الفترة ما بين عامي 2010 و2012 وشارك في 3 مباريات.

### منتخب الجزائر
قبل مونديال البرازيل عام 2014 ولأن منتخب الجزائر أراد تدعيم خط وسطه فقد قام البوسني وحيد خليلهودزيتش مدرب الجزائر آنذاك بعرض الجنسية الجزائرية على اللاعب للانضمام إلى محاربي الصحراء في المونديال وذلك أن والد اللاعب هنري ستامبولي مولود في مدينة وهران الجزائرية عام 1961, وتحركت وساطات حينها في مسقط رأسه من أجل إقناع اللاعب بالانضمام للمنتخب الجزائري، وقد أشاعت بعض وسائل الإعلام الجزائرية خبرا يفيد بقبول بنيامين اللعب للخضر، ولكن والده نفى بشكل قاطع في حديثه لبعض الصحف المحلية بأن يكون ابنه قرر اللعب للجزائر، وقال أنه رغم ذلك تربطه علاقة قوية مع أهل مسقط رأسه وأكد أنه تحدث مع المدرب خاليلوزيتش وأنه أغلق هذه القضية.

## الجوائز

### مع النادي
مونبلييه
- الدوري الفرنسي (1): 11–2012

 باريس سان جيرمان
- كأس الأبطال الفرنسي (1): 2015
- كأس الرابطة الفرنسية (1): 2015–16.
- الدوري الفرنسي (1): 15–2016
- كأس فرنسا (1): 2015–16.

## روابط خارجية
- بنجامين ستامبولي على موقع الاتحاد الأوربي (الإنجليزية)
- بنجامين ستامبولي على موقع اتحاد تركيا (لاعب) (الإنجليزية)
- بنجامين ستامبولي على موقع رابطة كرة القدم الفرنسية للمحترفين (الإنجليزية)
- بنجامين ستامبولي على موقع إي إس بي إن إف سي (الإنجليزية)
- بنجامين ستامبولي على موقع قاعدة بيانات كرة القدم.إي يو (الإنجليزية)
- بنجامين ستامبولي على موقع ليكيب (الفرنسية)
- بنجامين ستامبولي على موقع Soccerbase.com (لاعب) (الإنجليزية)
- بنجامين ستامبولي على موقع Soccerway.com (الإنجليزية)
- بنجامين ستامبولي على موقع عالم كرة القدم.نت (الإنجليزية)
- بنجامين ستامبولي على موقع AS.com (الإسبانية)